# 達柳斯·桑蓋拉
達柳斯·桑蓋拉（1978年2月14日—），立陶宛籃球運動員。他曾經2002年NBA選秀並且被波士頓凱爾特人選中，目前擔任聖安東尼奧馬刺助理教練，他曾也代表立陶宛國家籃球隊參賽。